# AMC Cavalier
El AMC Cavalier fue un prototipo de automóvil compacto fabricado por American Motors (AMC) en 1965. Fue innovador por su diseño simétrico y el uso de partes intercambiables de la carrocería.

## Origen
El AMC Cavalier formaba parte de otros tres prototipos que apuntaban a algunos de los futuros vehículos de producción de AMC. En 1966, el Cavalier se convirtió en parte del "Proyecto IV" recorriendo el circuito del Salón del automóvil. Este grupo de cuatro autos de exhibición incluyó el Vixen (un cupé de 4 asientos con pilares de techo traseros con "contrafuertes voladores"), el prototipo AMX (un cupé de 2 asientos que se convirtió en el auto de producción real), y el AMX II (un notchback hardtop que era 8 pulgadas (203 mm) más largo que el AMX). En ese momento, ninguno de los autos conceptuales llevaba la placa de Rambler, que AMC comenzó a eliminar en 1966 a favor de AMC.
Sólo el sedán Cavalier de 4 puertas con 4 asientos fue diseñado por Richard A. Teague en el estudio de diseño avanzado de AMC. Mientras los autos del "Proyecto IV" se mostraban al público, el fabricante de automóviles ya estaba en camino preparándose para los autos de producción futuros y algunas de las señales de diseño de los Cavalier se incorporaron al nuevo modelo AMC Hornet de 1970, que requería herramientas y sellos finales para el verano de 1969.

## Innovaciones
El AMC Cavalier era único en que el vehículo era un estudio de simetría. Fue construido para demostrar el uso de numerosos paneles de carrocería intercambiables. Por ejemplo, los guardabarros eran idénticos (los extremos opuestos, por ejemplo, los delanteros izquierdo y trasero derecho). Las puertas se compartieron de manera similar con los lados opuestos (una idea originada por Cord en su prototipo 935 Saloon) ya que las puertas traseras estaban articuladas en la parte posterior (puerta suicida). El capó y el maletero de la plataforma también eran intercambiables. El Nash Metropolitan, que fue vendido por AMC hasta 1962, también tenía paneles interiores intercambiables, pero sus revestimientos exteriores eran diferentes. Además de reducir los costos de herramientas en un treinta por ciento, el objetivo de diseño de AMC Cavalier fue también demostrar cómo reducir los costos de producción.
Otro pequeño fabricante de automóviles independiente también buscó reducir los costos de fabricación hacia el final de su existencia. Studebaker desarrolló un concept car con una distancia entre ejes de 113 pulgadas (2,870 mm) para un lanzamiento potencial en 1967-1969. La construcción de fibra de vidrio del estudio de diseño "Familia" incluyó capó y baúl intercambiables, puertas, parachoques, faros y luces traseras, parabrisas y ventanas traseras, así como ventanas laterales. Sin embargo, los conceptos de la Familia no se incorporaron a los autos de producción Studebaker.
El Cavalier de AMC también presentaba lados curvos, como un fuselaje, salpicado por arcos de rueda completos y montado sobre ruedas "mag" de 13 pulgadas (330 mm) con llantas de pared blanca. Los pilares traseros del techo (pilar "C") eran un diseño de "contrafuerte volador" que brindaba a la vista del perfil del automóvil un estilo de techo abatido hacia atrás para lo que parece ser una cubierta trasera corta. La ventana trasera estaba empotrada entre los pilares C, lo que hacía que el área de la parte trasera pareciera similar a la de los modelos de dos puertas con plataforma "A" de General Motors 1966-1967, como el Chevrolet Chevelle y el Pontiac GTO. Los paneles y el techo arrastrados se cubrieron con vinilo negro para realzar el acabado del cuerpo rojo metálico del auto.
El AMC Cavalier presentó una cantidad mínima de ornamentación en comparación con los autos de producción contemporáneos, pero era comparable a las marcas extranjeras populares, ya que AMC estaba interesado en comercializar el automóvil en el extranjero. La utilidad se mejoró con bisagras tipo tijera de doble acción en la tapa de la plataforma para que pueda abrirse como una tapa de maletero normal, o elevarse a la altura del techo del automóvil para acomodar artículos altos, grandes y voluminosos en el área del maletero.
La seguridad se enfatizó con luces traseras envolventes diseñadas para iluminar señales de advertencia alternativas en verde, amarillo y rojo. Un refuerzo de barra antivuelco incorporado permitió los postes de pilares delgados y el panel del techo. Las manijas de las puertas exteriores fueron reemplazadas por botones de puerta de tipo empotrado y al ras.
El panel de instrumentos del AMC Cavalier era un diseño esquemático del automóvil; El perfil del vehículo y las cavidades interiores se representaron en el diseño del panel de instrumentos.
Bajo la innovadora estructura del panel de la carrocería, el concepto de vehículo tenía un motor AMC V8 de 343 pies cúbicos (5,6 L) 280 bhp (209 kW) con tracción delantera convencional con tracción trasera (diseño FR). El AMC Cavalier de tamaño compacto montó sobre una distancia entre ejes de 108 pulgadas (2.743 mm) y ofreció capacidad para seis adultos.

## Legado
Según Robert B. Evans, presidente del fabricante de automóviles en ese momento, el innovador AMC Cavalier recorrió el circuito del Salón del automóvil para "ayudar a restaurar la confianza pública en AMC, donde las ventas han disminuido".
"El diseño de este auto funciona totalmente cuando se compara con otras ofertas de tamaño similar" a mediados de la década de 1960, que incluía el Chevrolet Corvair y el Ford Falcon.
Excepto por el capó corto que le brinda cubiertas delanteras y traseras de igual longitud, muchos de los toques de estilo de los Cavalier se abrieron camino en el AMC Hornet que se introdujo para el año modelo 1970. El Hornet también fue diseñado bajo la dirección de Richard A. Teague. "Las fuertes líneas horizontales, las superficies planas, los voladizos mínimos y la cara bloqueada del Cavalier fueron todos indicios visuales del compacto de 1970 AMC Hornet". Aunque los Hornets de producción no usaron partes intercambiables del cuerpo, sus parachoques delantero y trasero se hicieron desde el mismo estampado.
Una versión coupé del Cavalier también formó parte de la gira conceptual del "Proyecto IV", pero se diseñó sin intercambio de partes. Este modelo complementario, llamado "Vixen", también pronosticó la aparición del Hornet de 1970 "en su simple y contundente" cara, "faros dobles, perfil de capota corta/cubierta corta, y aberturas de rueda abocinadas".
Teague tomó exactamente lo contrario del diseño simétrico del Cavalier para el prototipo del "Hornet GT" de 1973. Este auto presentaba lados y pilares de estilo diferente para probar formas de mejorar tanto la visibilidad como la resistencia del techo, así como ganar más espacio interior.

## Sello de correos
La Oficina de Correos de Sharjah emitió un sello de correo aéreo de 3 dírhams (Dh) en enero de 1971 que representa un dibujo del AMC Cavalier (sello número 783 del catálogo de Michel). Es parte de una serie de sellos "Post Day" que ilustran un par de automóviles antiguos y modernos. El sello postal muestra un Rambler de 1904 y el Cavalier se identifica erróneamente como un automóvil de 1970, probablemente porque el concepto de vehículo se parecía mucho al AMC Hornet que se introdujo para el año modelo 1970.

## Nombre
American Motors planeaba usar el nombre "Cavalier" para un nuevo modelo de pony car para debutar en 1968. Sin embargo, en ese momento, General Motors había asegurado los derechos del nombre "Cavalier", que utilizaría catorce años más tarde en el Chevrolet Cavalier. La segunda opción fue seleccionada: Jabalina.